# Taillebois
Taillebois is een plaats en voormalige gemeente in het Franse departement Orne in de regio Normandië en telt 154 inwoners (1999). De plaats maakt deel uit van het arrondissement Argentan.

## Geschiedenis
Op 1 januari 2016 fuseerden de gemeente met Athis-de-l'Orne, Bréel, La Carneille, Notre-Dame-du-Rocher, Ronfeugerai, Ségrie-Fontaine en Les Tourailles tot de commune nouvelle Athis-Val de Rouvre.

## Geografie
De oppervlakte van Taillebois bedraagt 5,5 km², de bevolkingsdichtheid is 28,0 inwoners per km².
De onderstaande kaart toont de ligging van Taillebois met de belangrijkste infrastructuur en aangrenzende gemeenten.

## Demografie
Onderstaande figuur toont het verloop van het inwonertal (bron: INSEE-tellingen).
Athis-de-l'Orne · Bréel · La Carneille · Notre-Dame-du-Rocher · Ronfeugerai · Ségrie-Fontaine · Taillebois · Les Tourailles